# Gansusångare
Gansusångare (Phylloscopus kansuensis) är en asiatisk fågel i familjen lövsångare inom ordningen tättingar, endemisk för Kina.

## Utseende och läten
Gansusångaren är en liten (9-10 cm) lövsångare, något större än kungsfågelsångaren med grönaktig ovansida, blek undersida och blek övergump. På huvudet syns ett tydligt blekt centralt hjässband. Vingarna bär ett tydligt vingband, ytterligare ett svagare och vita kanter på tertialerna. Sången är mycket annorlunda från kungsfågelsångarens, en tunn och högfrekvent serie följt av en serie accelererande toner och slutligen en drill.

## Utbredning och systematik
Gansusångaren förekommer i bergstrakter i västra Kina (Qinghai och Gansu). Den behandlades tidigare som del av himalayasångare (eller kungsfågelsångare när denna inkluderade den förra). Numera urskiljs den allmänt som egen art baserat på studier som visar på betydande skillnader i utseende, läte och genetik.

### Släktestillhörighet
Arten placeras vanligen i släktet Phylloscopus, men vissa auktoriteter bryter ut gansusångare med släktingar, bland annat tajgasångare och kungsfågelsångare, till ett eget släkte, Abrornis.

### Familjetillhörighet
Lövsångarna behandlades tidigare som en del av den stora familjen sångare (Sylviidae). Genetiska studier har dock visat att sångarna inte är varandras närmaste släktingar. Istället är de en del av en klad som även omfattar timalior, lärkor, bulbyler, stjärtmesar och svalor. Idag delas därför Sylviidae upp i ett antal familjer, däribland Phylloscopidae. Lövsångarnas närmaste släktingar är familjerna cettior (Cettiidae), stjärtmesar (Aegithalidae) samt den nyligen urskilda afrikanska familjen hylior (Hyliidae).

## Levnadssätt
Gansusångaren påträffas upp till 3200 meters höjd i lövskog med inslag av ädelgran och en. Födan består av insekter, men har inte studerats i detalj. Även häckningsbiologin är i stort sett okänd. Baserat på hanens sångaktivitet tros häckningen inledas i mitten eller slutet av maj. Endast ett bo har hittats, åtta meter upp i en björk. Fågeln lämnar häckplatserna i andra halvan av oktober och återkommer i slutet av april.

## Status och hot
Arten har ett stort utbredningsområde, men tros minska i antal, dock inte tillräckligt kraftigt för att den ska betraktas som hotad. Internationella naturvårdsunionen IUCN listar arten som livskraftig (LC). Världspopulationen har inte uppskattats men den beskrivs som lokalt vanlig.